# العلاقات الكينية الليتوانية
العلاقات الكينية الليتوانية هي العلاقات الثنائية التي تجمع بين كينيا وليتوانيا.

## مقارنة بين البلدين
هذه مقارنة عامة ومرجعية للدولتين:
| وجه المقارنة                                              | كينيا                         | ليتوانيا                                                    |
| --------------------------------------------------------- | ----------------------------- | ----------------------------------------------------------- |
| المساحة (كم2)                                             | 581.31 ألف                    | 65.30 ألف                                                   |
| عدد السكان (نسمة)                                         | 48.47 مليون                   | 2.79 مليون                                                  |
| الكثافة السكانية (ن./كم²)                                 | 83.38                         | 42.73                                                       |
| العاصمة                                                   | نيروبي                        | فيلنيوس، كاوناس                                             |
| اللغة الرسمية                                             | اللغة السواحلية، لغة إنجليزية | اللغة الليتوانية                                            |
| العملة                                                    | شيلينغ كيني                   | ليتاس ليتواني، يورو                                         |
| الناتج المحلي الإجمالي (بليون دولار)                      | 74.94 مليار                   | 47.17 مليار                                                 |
| الناتج المحلي الإجمالي (تعادل القوة الشرائية) بليون دولار | 142.24 مليار                  | 84.06 مليار                                                 |
| الناتج المحلي الإجمالي الاسمي للفرد دولار أمريكي          | 1.38 ألف                      | 14.15 ألف                                                   |
| الناتج المحلي الإجمالي للفرد دولار أمريكي                 | 2.95 ألف                      | 27.69 ألف                                                   |
| مؤشر التنمية البشرية                                      | 0.548                         | 0.839                                                       |
| رمز المكالمات الدولي                                      | +254                          | +370                                                        |
| رمز الإنترنت                                              | .ke                           | .lt                                                         |
| المنطقة الزمنية                                           | ت ع م+03:00                   | ت ع م+02:00، ت ع م+03:00، أوروبا/فيلنيوس ‏، توقيت شرق أوروبا |

## منظمات دولية مشتركة
يشترك البلدان في عضوية مجموعة من المنظمات الدولية، منها:
| علم المنظمة | اسم المنظمة                               | تاريخ انضمام كينيا | تاريخ انضمام ليتوانيا |
| ----------- | ----------------------------------------- | ------------------ | --------------------- |
|             | البنك الدولي للإنشاء والتعمير             | 3 فبراير 1964      | 6 يوليو 1992          |
|             | منظمة التجارة العالمية                    | 1995               | ?                     |
|             | المركز الدولي لتسوية المنازعات الاستشارية | 2 فبراير 1967      | 5 أغسطس 1992          |
|             | منظمة حظر الأسلحة الكيميائية              | ?                  | ?                     |
|             | الأمم المتحدة                             | 16 ديسمبر 1963     | 17 سبتمبر 1991        |
|             | منظمة الشرطة الجنائية الدولية             | ?                  | ?                     |
|             | وكالة ضمان الاستثمار متعدد الأطراف        | 28 نوفمبر 1988     | 8 يونيو 1993          |
|             | يونسكو                                    | 7 أبريل 1964       | 7 أكتوبر 1991         |
|             | مؤسسة التنمية الدولية                     | 3 فبراير 1964      | 23 سبتمبر 2011        |
|             | مؤسسة التمويل الدولية                     | 3 فبراير 1964      | 15 يناير 1993         |
|             | الاتحاد البريدي العالمي                   | ?                  | ?                     |
|             | الاتحاد الدولي للاتصالات                  | 11 أبريل 1964      | 1 يوليو 1923          |

## وصلات خارجية
- موقع وزارة الخارجية الكينية
- موقع وزارة الخارجية الليتوانية